# Hirasa lichenea
Hirasa lichenea är en fjärilsart som beskrevs av Charles Oberthür 1886. Hirasa lichenea ingår i släktet Hirasa och familjen mätare. Inga underarter finns listade i Catalogue of Life.